# Мун Кукчин
Мун Кукчин, также известный как Джастин Мун, (родился 17 июля 1970 г. в Корее, рос в США с 1973 года, сейчас проживает в Корее) — южнокорейский бизнесмен, президент южно-корейского конгломерата Тонъиль групп и американской компании Кахр-Армс, производящей и продающей оружие для силовых ведомств США. Четвёртый сын Мун Сон Мёна.
Джастин Мун закончил Гарвардский университет со степенью бакалавра экономики и Университет Майами со степенью магистр делового администрирования.
Журнал Forbes назвал его одним из успешных предпринимателей Азии, журнал Уолл-стрит джорнал брал у него интервью.
В процессе вывода Тонъиль групп из финансового кризиса участвовал МВФ.

## Международная деятельность
В 2009 году Мун Кукчин вручил почетную докторскую степень в Санмун-Университете, входящем в состав Тонъиль групп в Корее уругвайскому президенту Табаре Васкесу.